# Cratere Jumis
Jumis è un cratere sulla superficie di Cerere.